# Веласкес, Леандро
Леандро Себастьян Веласкес (исп. Leandro Sebastián Velázquez; 10 мая 1989 года, Буэнос-Айрес) — аргентинский футболист, играющий на позиции полузащитника. Ныне выступает за малайзийский клуб «Джохор Дарул Тазим».

## Клубная карьера
Леандро Веласкес начинал свою карьеру футболиста в аргентинском клубе «Велес Сарсфилд». 4 апреля 2008 года он дебютировал в аргентинской Примере, выйдя на замену в домашнем матче с «Расингом» из Авельянеды. 14 сентября того же года Веласкес забил свой первый гол на высшем уровне, ставший единственным и победным в домашней игре с «Эстудиантесом». Сезон 2010/11 он на правах аренды провёл за «Ньюэллс Олд Бойз», а сезон 2012/13 — за «Сан-Мартин» из Сан-Хуана.
В июле 2014 года Леандро Веласкес перешёл в клуб аргентинской Примеры B Насьональ, а с начала 2015 года выступал за малайзийский «Джохор Дарул Тазим». 2016 год аргентинец провёл за колумбийский «Депортиво Пасто».
С начала 2017 года Веласкес играет за мексиканский «Веракрус».

## Достижения
«Велес Сарсфилд»
- Чемпион Аргентины (1): Кл. 2009